# 小松秀平
小松 秀平（こまつ しゅうへい、1985年6月10日 - ）は、北海道出身のプロバスケットボール選手である。ポジションはシューティングガード。
2008年に新潟アルビレックスBBと契約し、プロ選手となる。2011-12シーズンに最優秀シックスマン賞を受賞した。2016-19シーズンはバンビシャス奈良、2019-20シーズンからは佐賀バルーナーズ所属となる。
2020ｰ21シーズンより、岩手ビッグブルズと契約。

## 来歴
東海大四高校から国士舘大学に進学。2年次に関東大学リーグ2部に昇格するも、3年時に3部Aに降格。4年次にはキャプテンを務め、チームの2部再昇格に貢献した。
2008年、育成指定選手として新潟アルビレックスBB-A2に入団。シーズン直前にA1昇格。
2011-12年シーズンは、レギュラーシーズン全52試合に出場し、出場時間も初めて1000分を超えた。また、スリーポイントも成功数93、成功率38.0%に達したことも評価され、最優秀シックスマン賞を受賞した。
2014-15シーズンはヘッドコーチの平岡富士貴によって、チームキャプテンに任命された。
レギュラーシーズンを36勝16敗の4位で終え、プレーオフファーストラウンドで5位の富山グラウジーズを破りセミファイナルに進んだが、1位の秋田ノーザンハピネッツに敗れた。
2015-16シーズンはキャプテンを佐藤公威に譲る。このシーズンから新たにヘッドコーチに就任した中村和雄 (バスケットボール)の元、先発起用の機会が増え、52試合中18試合に先発出場する。1試合平均の出場時間24.6分、得点8.5得点を記録し、ともにキャリアハイの数字を残した。チームはレギュラーシーズン4位でプレーオフに進出したが、ファーストラウンドで5位の岩手ビッグブルズに敗れた。シーズン終了後、契約満了に伴い自由交渉選手となる。新潟は契約継続に向け交渉したが、6月24日にB2のバンビシャス奈良への移籍が発表された。2019年06月11日にバンビシャス奈良との契約が満了。同日、2019年よりB3リーグに参戦する佐賀バルーナーズへの移籍が発表された。

## 個人成績
| シーズン | チーム | GP  | GS | MPG  | FG%  | 3P%  | FT%  | RPG | APG | SPG | BPG | TO  | PPG |
| -------- | ------ | --- | -- | ---- | ---- | ---- | ---- | --- | --- | --- | --- | --- | --- |
| 2008-09  | 新潟   | 6   | 0  | 0.7  | 66.7 | 50.0 | -    | 0.2 | 0   | 0   | 0.0 | 0.2 | 0.8 |
| 2009-10  | 新潟   | 48  | 0  | 10.6 | 39.1 | 37.1 | 36.4 | 1.0 | 0.7 | 0.6 | 0.0 | 0.6 | 4.1 |
| 2010-11  | 新潟   | 40  | 0  | 12.8 | 34.7 | 34.4 | 50.0 | 1.0 | 0.8 | 0.5 | 0.1 | 0.3 | 4.9 |
| 2011-12  | 新潟   | 52  | 2  | 19.3 | 37.2 | 38.0 | 60.7 | 1.4 | 1.6 | 0.7 | 0.0 | 0.3 | 7.4 |
| 2012-13  | 新潟   | 50  | 2  | 17.5 | 40.4 | 40.3 | 76.9 | 1.2 | 1.1 | 0.6 | 0.1 | 0.9 | 7.7 |
| 2013-14  | 新潟   | 50  | 3  | 18.3 | 34.6 | 36.7 | 73.7 | 1.7 | 1.4 | 0.6 | 0.1 | 0.5 | 5.4 |
| 2014-15  | 新潟   | 50  | 1  | 13.1 | 37.3 | 38.5 | 68.8 | 1.0 | 1.1 | 0.4 | 0.0 | 0.6 | 4.3 |
| 2015-16  | 新潟   | 52  | 18 | 24.6 | 42.5 | 36.5 | 70.5 | 2.2 | 1.7 | 0.9 | 0.2 | 0.6 | 8.5 |
| 2016-17  | 奈良   |     |    |      |      |      |      |     |     |     |     |     |     |
| 合計     |        | 348 | 26 | 16.5 | 38.4 | 37.5 | 65.0 | 1.4 | 1.2 | 0.6 | 0.1 | 0.6 | 6.0 |

## 参考資料
1. 1 2 3  『選手契約基本合意のお知らせ』（プレスリリース）バンビシャス奈良、2016年6月24日。2016年6月24日閲覧。
2. ↑  “10/31 関東大学リーグ入れ替え戦 神奈川大VS国士舘大”.   Basketball of Japan (2007年11月3日). 2016年6月24日閲覧。
3. ↑  『bjリーグ シーズン、アワード受賞者発表』（プレスリリース）bjリーグ、2012年5月3日。2016年6月24日閲覧。
4. ↑  “【新潟・アスリートブック】和を持って勝利を目指す プロバスケットボール 新潟アルビレックスBB・小松秀平”.   GATAポスト (2014年9月29日). 2016年6月24日閲覧。
5. 1 2  “小松、自由交渉選手に”. 新潟日報. (2016年5月23日) 2016年6月24日閲覧。
6. ↑  小松秀平選手　契約満了バンビシャス奈良 2019年06月11日
7. ↑  佐賀BALLOONERS　新加入選手のお知らせ佐賀バルーナーズ 2019年6月11日